# Asplenium brasiliense
Asplenium brasiliense är en svartbräkenväxtart som beskrevs av Olof Peter Swartz. Asplenium brasiliense ingår i släktet Asplenium och familjen Aspleniaceae. Inga underarter finns listade.